# Zeasuctobelba arcuata
Zeasuctobelba arcuata är en kvalsterart som beskrevs av Hammer 1968. Zeasuctobelba arcuata ingår i släktet Zeasuctobelba och familjen Suctobelbidae. Inga underarter finns listade i Catalogue of Life.